# Melecjanie
Melecjanie – sekta chrześcijańska ukształtowana w wyniku schizmy, jaka nastąpiła w Kościele w początkach IV w. w wyniku działalności Melecjusza, biskupa Lykopolis w Egipcie. Powstanie melecjan nie miało początkowo charakteru doktrynalnego, lecz tylko dyscyplinarny.

## Przyczyny schizmy
W okresie tzw. Wielkich Prześladowań za rządów cesarza Dioklecjana Melecjusz ostro krytykował Piotra, biskupa Aleksandrii, za jego zachowanie w okresie represji, w tym również ucieczkę i brak opieki nad wiernymi w tym trudnym czasie. Uważał też, że Piotr wykazał nadmierną tolerancję wobec odstępców. Melecjusz zaczął wyświęcać nowych kapłanów i biskupów, chcąc zastąpić w ten sposób duchownych, którzy zostali uwięzieni lub ukrywali się. Ponieważ czynił to również tam, gdzie jego władza biskupia już nie sięgała, jego działalność była bezprawna.
Konflikt pogłębiał również fakt, iż wbrew stanowisku większości biskupów egipskich Melecjusz wykazywał surową i nieustępliwą postawę wobec tych chrześcijan, którzy w czasie prześladowań wyparli się wiary (tzw. lapsi), jednak później pokutowali i pragnęli wrócić na łono Kościoła. Sporu nie zakończyła męczeńska śmierć biskupa Piotra w 311 roku. Sami melecjanie szczycili się wytrwaniem w wierze w trakcie prześladowań i nazywali siebie Kościołem Męczenników. Melecjusz zdobył poparcie części duchowieństwa – między innymi wyświęconych przez siebie kapłanów – a wpływy sekty sięgały w pewnym okresie także poza Egipt (m.in. na tereny Palestyny).

## Sobór w Nicei
Gdy zakończyły się prześladowania okazało się, że Melecjusz zdobył w Egipcie wielu zwolenników, a w wielu miejscach istniały już równoległe hierarchie. Konflikt próbowano rozwiązać na soborze w Nicei w 325 roku. Postanowiono nie pozbawiać duchownych melecjańskich ich godności, lecz podporządkować ich klerowi wyświęconemu przez następców biskupa Piotra. Po śmierci biskupa niemelecjańskiego duchowny melecjański mógł zająć jego miejsce, ale wyłącznie po uzyskaniu zgody aktualnego biskupa Aleksandrii i po dodatkowych obrzędach. W ten sposób z biegiem czasu schizma miała wygasnąć. Ponieważ jednak wbrew postanowieniom soboru Melecjusz wyświęcił na następcę Jana Arkafa, schizma się pogłębiła, a sama sekta działała w Egipcie jeszcze w V w. By opierać się wpływom duchowieństwa z Aleksandrii, melecjanie sprzymierzali się z arianami, zachowując odrębne poglądy teologiczne.